# Timmo Kranstauber
Timmo Kranstauber (Den Haag, 10 mei 1987) is een Nederlands hockeyer.
Kranstauber speelde in de jeugd voor VMHC Cartouche uit Voorburg en in 2006 vertrok hij naar het Wassenaarse HGC en maakte daar zijn debuut in het eerste. Onder leiding van de latere bondscoach Paul van Ass bereikte Kranstauber tweemaal de finale (in 2007 en 2010) van de play offs om het landskampioenschap, waarin telkens werd verloren van HC Bloemendaal. In de 2011 was Kranstauber voor HGC belangrijk en hij scoorde in de finale van het Europese bekertoernooi de beslissende strafbal tegen Club de Campo uit Madrid.
In de zomer van 2012 maakte Kranstauber de overstap naar HC Rotterdam. Hij liep echter in de voorbereiding op het nieuwe seizoen een fikse blessure op, waardoor hij pas zijn debuut voor de club uit de havenstad een halfjaar later kon maken. Uiteindelijk kon hij met een strafcornerdoelpunt in de finale tegen Oranje Zwart toch bijdragen aan het eerste landskampioenschap in de geschiedenis van Rotterdam. In 2016 maakte Timmo weer een overstap naar VMHC Cartouche. Ook zet hij zich in als gymdocent op het Gymnasium Novum in Voorburg.

## Erelijst
- 2011, Euro Hockey League, winnaar met HGC
- 2013, Landskampioen, met HC Rotterdam